# Gout-Rossignol
Pour les articles homonymes, voir Gout (homonymie) et Rossignol (homonymie).
Goûts-Rossignol redirige ici.
Gout-Rossignol (orthographe officielle), localement écrite Goûts-Rossignol, est une commune française située dans le département de la Dordogne, en région Nouvelle-Aquitaine.

## Géographie

### Généralités
La commune de Gout-Rossignol est localisée dans le quart nord-ouest du département de la Dordogne, en Ribéracois.
À l'intersection des routes départementales (RD) 2 et 100, le bourg de Gout-Rossignol est situé à 18 kilomètres au nord de Ribérac et environ 35 kilomètres au nord-ouest de Périgueux. L'autre petit bourg, Rossignol, est situé trois kilomètres et demi à l'est du bourg principal.
La commune est également desservie par les RD 12, 100E2 et 708. La RD 12 mène à La Rochebeaucourt, la RD 100 longe la vallée de la Pude, et la RD 708 permet de relier Nontron à Marmande.
Au nord, en limite de Sainte-Croix-de-Mareuil, le sentier de grande randonnée GR 36 longe le territoire communal sur près de 250 mètres.

### Communes limitrophes
Gout-Rossignol est limitrophe de sept autres communes. Au sud-ouest, le territoire de La Chapelle-Grésignac est distant d'environ 650 mètres.
|                       | La Rochebeaucourt-et-Argentine | Sainte-Croix-de-Mareuil                           |
| Champagne-et-Fontaine | Gout-Rossignol                 | Mareuil en Périgord                               |
|                       | Cherval                        | La Chapelle-Montabourlet, La Tour-Blanche-Cercles |

### Géologie et relief

#### Géologie
Situé sur la plaque nord du Bassin aquitain et bordé à son extrémité nord-est par une frange du Massif central, le département de la Dordogne présente une grande diversité géologique. Les terrains sont disposés en profondeur en strates régulières, témoins d'une sédimentation sur cette ancienne plate-forme marine. Le département peut ainsi être découpé sur le plan géologique en quatre gradins différenciés selon leur âge géologique. Gout-Rossignol est située dans le troisième gradin à partir du nord-est, un plateau formé de calcaires hétérogènes du Crétacé.
Les couches affleurantes sur le territoire communal sont constituées de formations superficielles du Quaternaire datant du Cénozoïque, de roches sédimentaires du Mésozoïque. Le Coniacien occupe les parties plus basses de cette plaine céréalière, et le Santonien, un peu plus crayeux, les parties plus hautes, au-dessus d'une altitude d'environ 140 m. La vallée de la Pude, en limite sud, est occupée par des alluvions récentes du Quaternaire,,.
La formation la plus ancienne, notée c3(2), date du Coniacien indifférencié, composée de calcaires gréseux, sables et marnes à la base puis calcaires bioclastiques et calcaires crayeux et glauconieux ou calcaires à huîtres au sommet. La formation la plus récente, notée CFvs, fait partie des formations superficielles de type colluvions carbonatées de vallons secs : sable limoneux à débris calcaires et argile sableuse à débris. Le descriptif de ces couches est détaillé dans  les feuilles « no 734 - Nontron » et « no 758 - Périgueux (ouest) » de la carte géologique au 1/50 000 de la France métropolitaine, et leurs notices associées,.

Carte géologique de Gout-Rossignol.

#### Relief et paysages

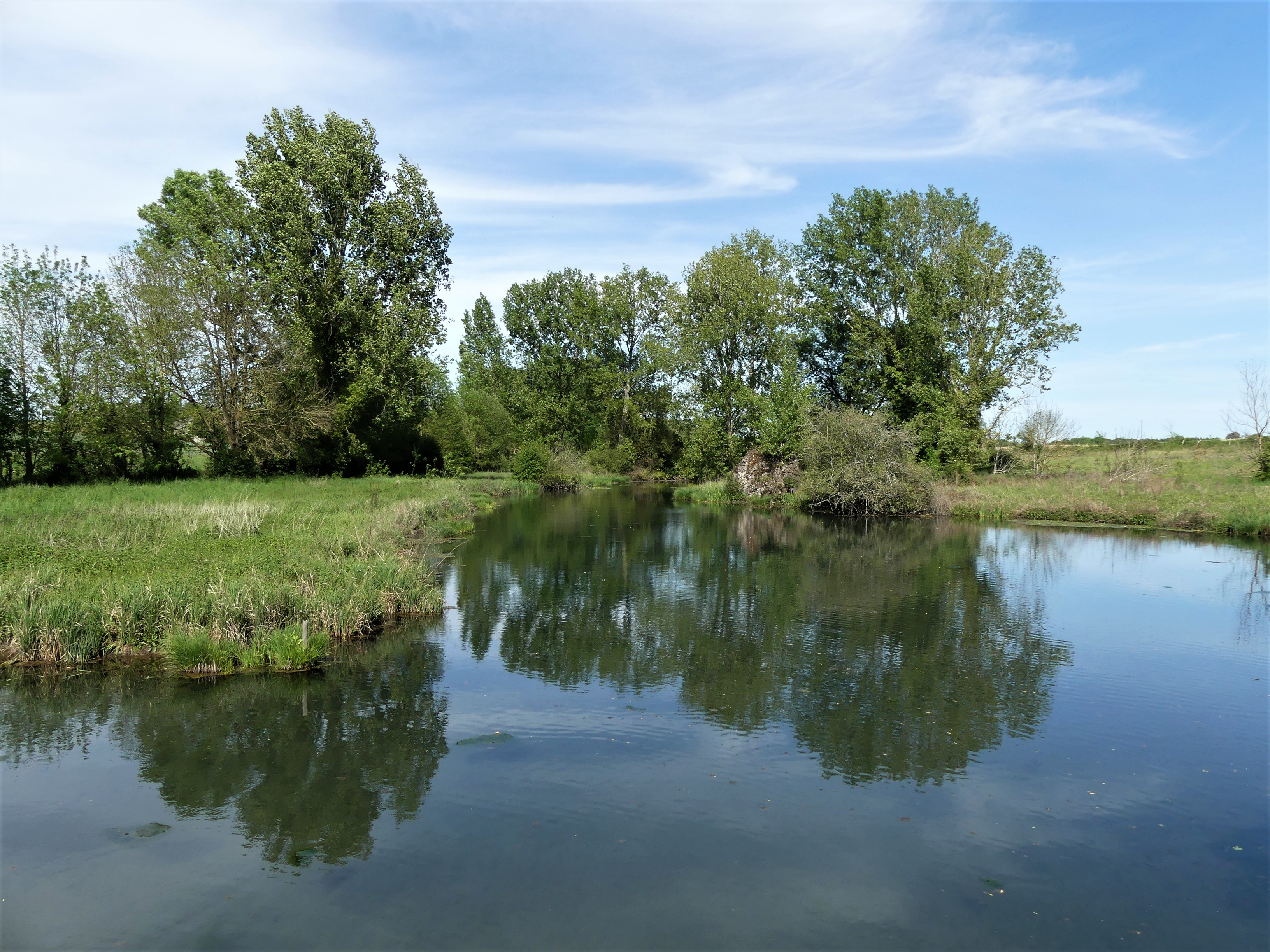
Zone humide au nord-ouest du bourg de Gout-Rossignol.

Le département de la Dordogne se présente comme un vaste plateau incliné du nord-est (491 m, à la forêt de Vieillecour dans le Nontronnais, à Saint-Pierre-de-Frugie) au sud-ouest (2 m à Lamothe-Montravel). L'altitude minimale, 104 mètres, se trouve localisée à l'extrême ouest, à l'ouest du lieu-dit Vigéreau, là où la Pude quitte la commune et sert de limite entre celles de Champagne-et-Fontaine et Cherval. L'altitude maximale avec 185 ou mètres est située au sud-est, au lieu-dit la Buisson.
Dans le cadre de la Convention européenne du paysage entrée en vigueur en France le 1er juillet 2006, renforcée par la loi du 8 août 2016 pour la reconquête de la biodiversité, de la nature et des paysages, un atlas des paysages de la Dordogne a été élaboré sous maîtrise d’ouvrage de l’État et publié en octobre 2020. Les paysages du département s'organisent en huit unités paysagères,. La commune est dans le Ribéracois, une région naturelle possédant un relief vallonné avec des altitudes moyennes comprises autour des 130-160 m, sculpté par la Dronne et ses nombreux affluents. Les paysages sont ondulés de grandes cultures dont les vastes horizons contrastent avec les paysages plus cloisonnés de la Dordogne,.
La superficie cadastrale de la commune publiée par l'Insee, qui sert de référence dans toutes les statistiques, est de 24,91 km2,,. La superficie géographique, issue de la BD Topo, composante du Référentiel à grande échelle produit par l'IGN, est quant à elle de 25,05 km2.

### Hydrographie

#### Réseau hydrographique
La commune est située dans le bassin de la Dordogne au sein du Bassin Adour-Garonne. Elle est drainée par la Pude, et par divers petits cours d'eau, qui constituent un réseau hydrographique de 9 km de longueur totale,.
La Pude, d'une longueur totale de 19,75 km, prend sa source dans la commune, à l'est du village de Rossignol, et se jette en rive gauche de la Lizonne, en limite de Bouteilles-Saint-Sébastien et de Nanteuil-Auriac-de-Bourzac, face à Palluaud,. Elle sert de limite territoriale à la commune sur près de trois kilomètres, en deux tronçons disjoints, face à Cherval.

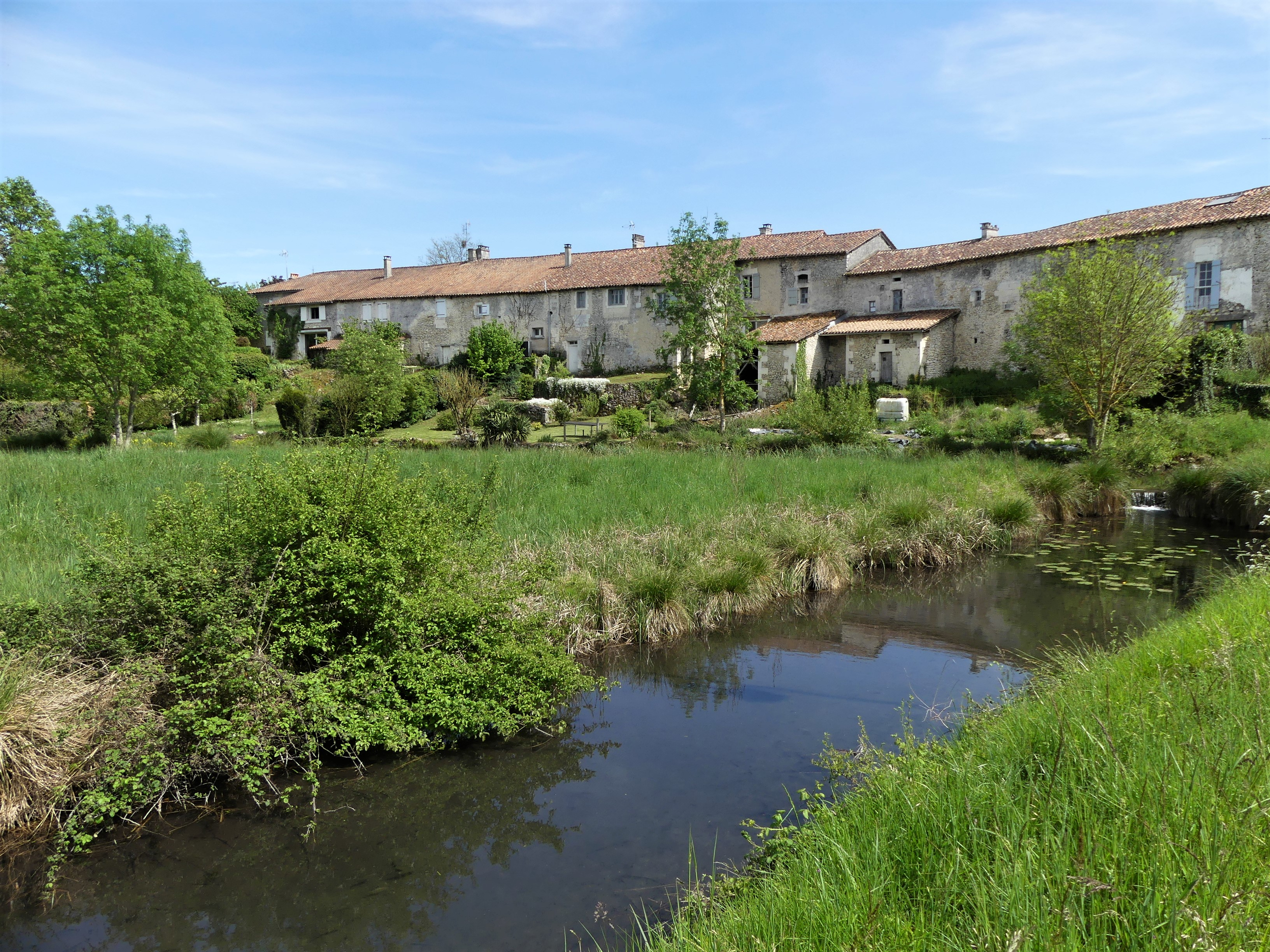
La Pude au lieu-dit l'Étang des Faures.
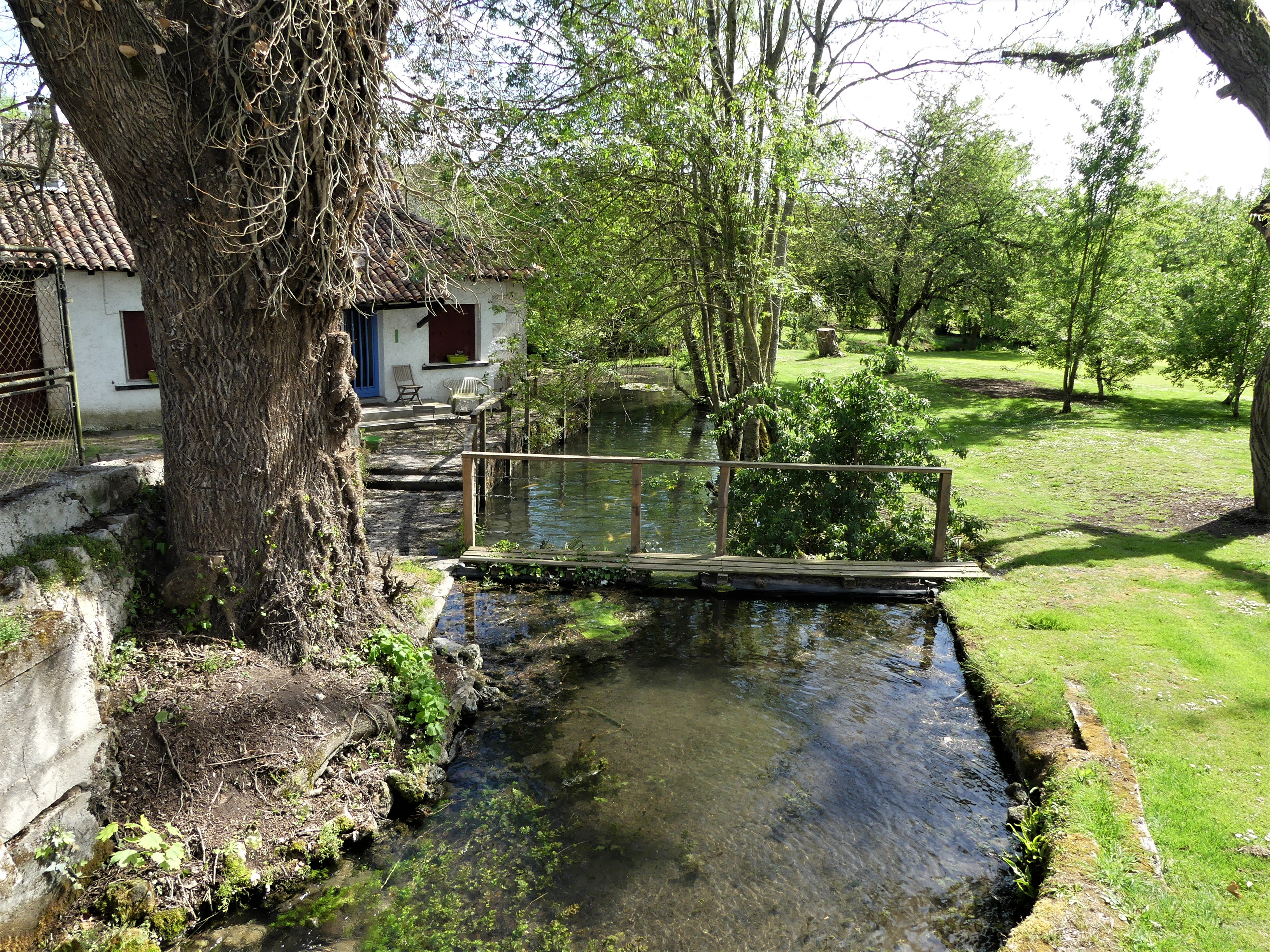
Ruisseau le Gouts au nord-ouest du bourg de Gout-Rossignol.
Réseaux hydrographique et routier de Gout-Rossignol.

#### Gestion et qualité des eaux
Le territoire communal est couvert par le schéma d'aménagement et de gestion des eaux (SAGE) « Isle - Dronne ». Ce document de planification, dont le territoire regroupe les bassins versants de l'Isle et de la Dronne, d'une superficie de 7 500 km2, a été approuvé le 2 août 2021. La structure porteuse de l'élaboration et de la mise en œuvre est l'établissement public territorial de bassin de la Dordogne (EPIDOR). Il définit sur son territoire les objectifs généraux d’utilisation, de mise en valeur et de protection quantitative et qualitative des ressources en eau superficielle et souterraine, en respect des objectifs de qualité définis dans le troisième SDAGE  du Bassin Adour-Garonne qui couvre la période 2022-2027, approuvé le 10 mars 2022.
La qualité des eaux de baignade et des cours d’eau peut être consultée sur un site dédié géré par les agences de l’eau et l’Agence française pour la biodiversité.

### Climat
Pour des articles plus généraux, voir Climat de la Nouvelle-Aquitaine et Climat de la Dordogne.
Historiquement, la commune est exposée à un climat océanique aquitain.  
En 2020, Météo-France publie une typologie des climats de la France métropolitaine dans laquelle la commune est exposée à un climat océanique altéré et est dans la région climatique  Aquitaine, Gascogne, caractérisée par une pluviométrie abondante au printemps, modérée en automne, un faible ensoleillement au printemps, un été chaud (19,5 °C), des vents faibles, des brouillards fréquents en automne et en hiver et des orages fréquents en été (15 à 20 jours).
Pour la période 1971-2000, la température annuelle moyenne est de 12 °C, avec  une amplitude thermique annuelle de 15 °C. Le cumul annuel moyen de précipitations est de 928 mm, avec 12,5 jours de précipitations en janvier et 7,3 jours en juillet. Pour la période 1991-2020, la température moyenne annuelle observée sur la station météorologique la plus proche, située sur la commune de Saint-Martial-Viveyrol à 7 km à vol d'oiseau, est de 13,3 °C et le cumul annuel moyen de précipitations est de 862,3 mm,. Pour l'avenir, les paramètres climatiques de la commune estimés pour 2050 selon différents scénarios d’émission de gaz à effet de serre sont consultables sur un site dédié publié par Météo-France en novembre 2022.

### Milieux naturels et biodiversité

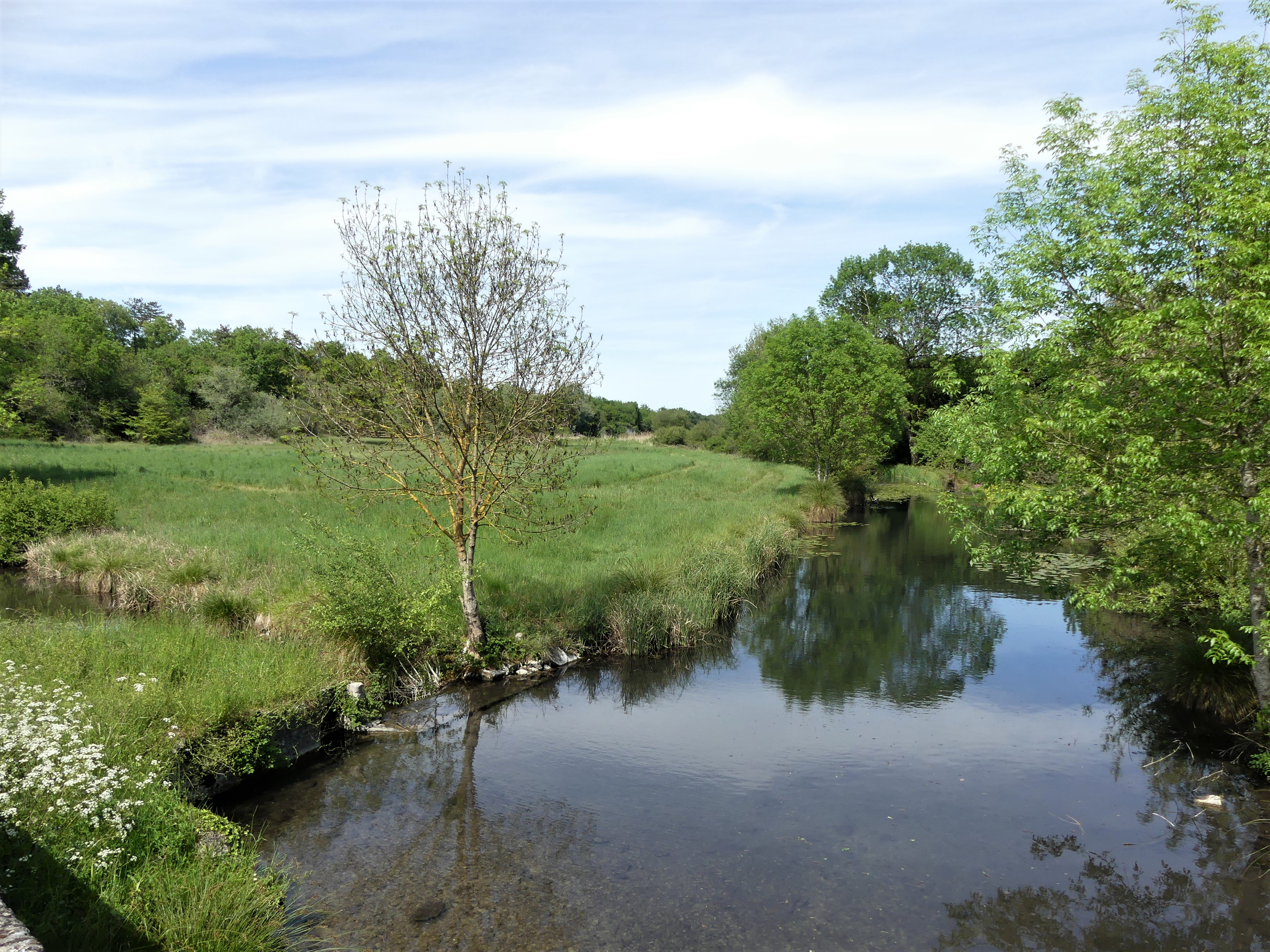
La Pude en bordure de la zone humide au lieu-dit l'Étang des Faures.

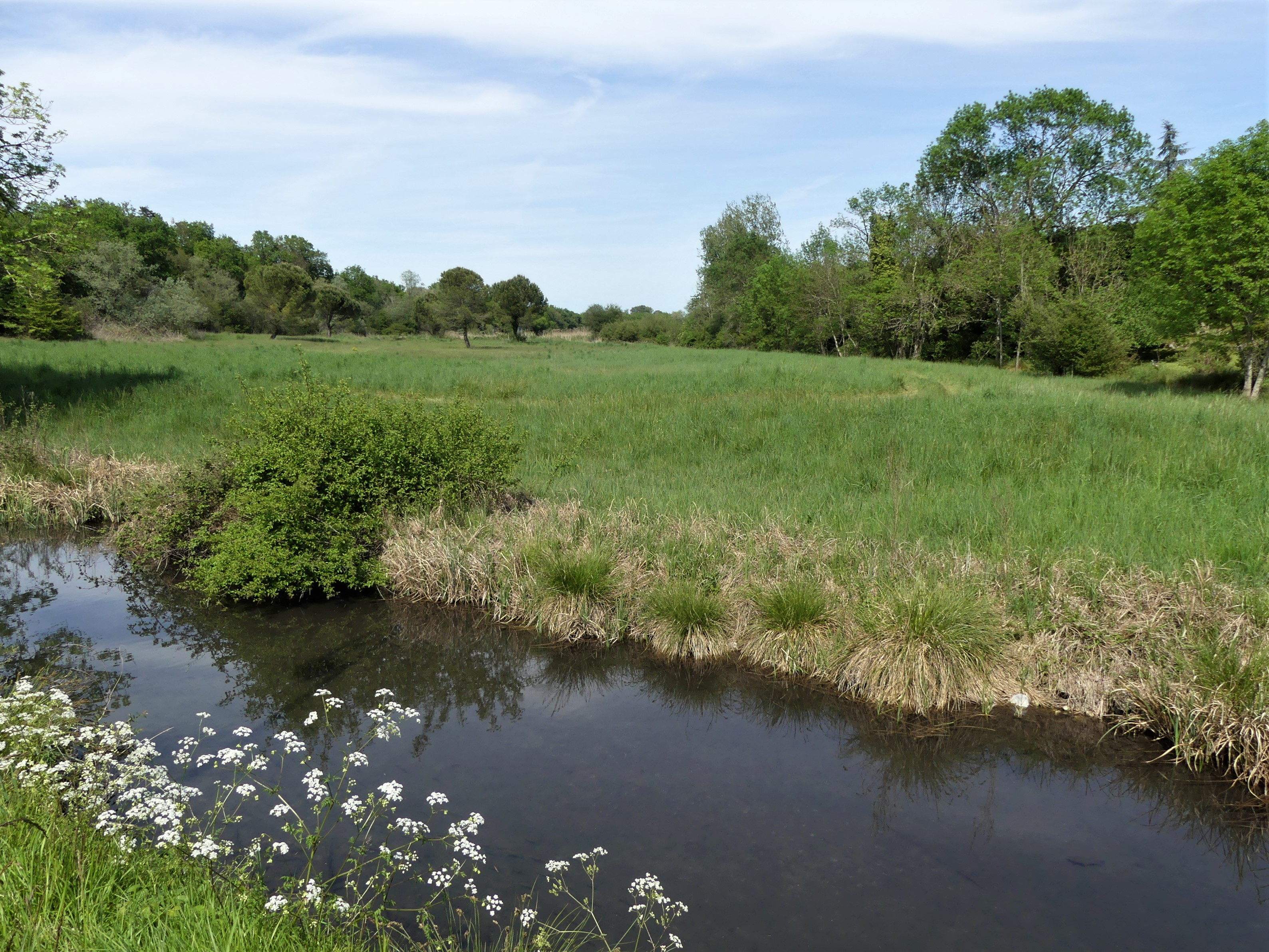
Idem.

À l'extrême-sud, une faible fraction du territoire communal fait partie d'une zone naturelle d'intérêt écologique, faunistique et floristique (ZNIEFF) de type II, le plateau de Cherval, remarquable pour sa variété d'oiseaux dont plusieurs font l'objet d'une protection par la directive européenne : Bruant ortolan (Emberiza hortulana), Busard cendré (Circus pygargus), Busard Saint-Martin (Circus cyaneus), Engoulevent d'Europe (Caprimulgus europaeus), Grande Outarde (Otis tarda), Pie-grièche écorcheur (Lanius collurio), Pipit rousseline (Anthus campestris),.
La vallée de la Pude est protégée dans sa traversée de la commune au titre d'une autre ZNIEFF de type II « Vallée de la Nizonne »,.
Sa faune est constituée d'environ 250 espèces dont trente sont considérées comme déterminantes :
- vingt mammifères, dont la Loutre d'Europe (Lutra lutra), le Vison d'Europe (Mustela lutreola) et dix-huit espèces de chauves-souris : la Barbastelle d'Europe (Barbastella barbastellus), le Grand murin (Myotis myotis), le Grand rhinolophe (Rhinolophus ferrumequinum), le Minioptère de Schreibers (Miniopterus schreibersii), le Murin à moustaches (Myotis mystacinus), le Murin à oreilles échancrées (Myotis emarginatus), le Murin de Bechstein (Myotis bechsteinii), le Murin de Daubenton (Myotis daubentonii), le Murin de Natterer (Myotis nattereri), la Noctule commune (Nyctalus noctula), la Noctule de Leisler (Nyctalus leisleri), l'Oreillard gris (Plecotus austriacus), l'Oreillard roux (Plecotus auritus), le Petit murin (Myotis blythii), le Petit rhinolophe (Rhinolophus hipposideros), la Pipistrelle de Kuhl (Pipistrellus kuhlii), la Pipistrelle de Nathusius (Pipistrellus nathusii) et la Sérotine commune (Eptesicus serotinus) ;
- sept insectes dont quatre papillons : l'Azuré de la croisette (Phengaris rebeli), l'Azuré de la sanguisorbe (Phengaris teleius), le Cuivré des marais (Lycaena dispar), le Fadet des laîches (Coenonympha oedippus), et trois libellules : l'Agrion de Mercure (Coenagrion mercuriale), la Cordulie à corps fin (Oxygastra curtisii) et le Gomphe de Graslin (Gomphus graslinii) ;
- deux amphibiens, la Rainette verte (Hyla arborea) et le Triton marbré (Triturus marmoratus) ;
- un reptile : la Cistude d'Europe (Emys orbicularis).

Sa flore est également riche de plus de deux cents espèces de plantes, dont neuf sont considérées comme déterminantes : la Fritillaire pintade (Fritillaria meleagris), la Gentiane des marais (Gentiana pneumonanthe), l'Hélianthème blanc (Helianthemum canum), l'Orchis à fleurs lâches (Anacamptis laxiflora), l'Orpin de Nice (Sedum sediforme), le Pigamon jaune (Thalictrum flavum), la Sabline des chaumes (Arenaria controversa), le Scirpe des bois (Scirpus sylvaticus) et l'Utriculaire citrine (Utricularia australis).
Sur le territoire communal, trois zones réduites (étang des Faures notamment) formant un total d'une cinquantaine d'hectares font partie de la ZNIEFF de type I « Vallée de la Pude » composée « d'anciennes tourbières et les petits vallons dominés par les milieux humides "naturels" (prairies, roselières, sources, boisements de saules », dans laquelle ont été recensées deux espèces déterminantes d'odonates, le Gomphe semblable (Gomphus simillimus) et le Gomphe vulgaire (Gomphus vulgatissimus). Trente-sept autres espèces animales y ont également été répertoriées (seize odonates et 21 oiseaux) ainsi qu'une trentaine d'espèces végétales.

## Urbanisme

### Typologie
Au 1er janvier 2024, Gout-Rossignol est catégorisée commune rurale à habitat très dispersé, selon la nouvelle grille communale de densité à 7 niveaux définie par l'Insee en 2022.
Elle est située hors unité urbaine et hors attraction des villes,.

### Occupation des sols
L'occupation des sols de la commune, telle qu'elle ressort de la base de données européenne d’occupation biophysique des sols Corine Land Cover (CLC), est marquée par l'importance des territoires agricoles (88,8 % en 2018), une proportion sensiblement équivalente à celle de 1990 (88,7 %). La répartition détaillée en 2018 est la suivante : 
terres arables (86 %), forêts (11,2 %), zones agricoles hétérogènes (2,3 %), prairies (0,4 %). L'évolution de l’occupation des sols de la commune et de ses infrastructures peut être observée sur les différentes représentations cartographiques du territoire : la carte de Cassini (XVIIIe siècle), la carte d'état-major (1820-1866) et les cartes ou photos aériennes de l'IGN pour la période actuelle (1950 à aujourd'hui).

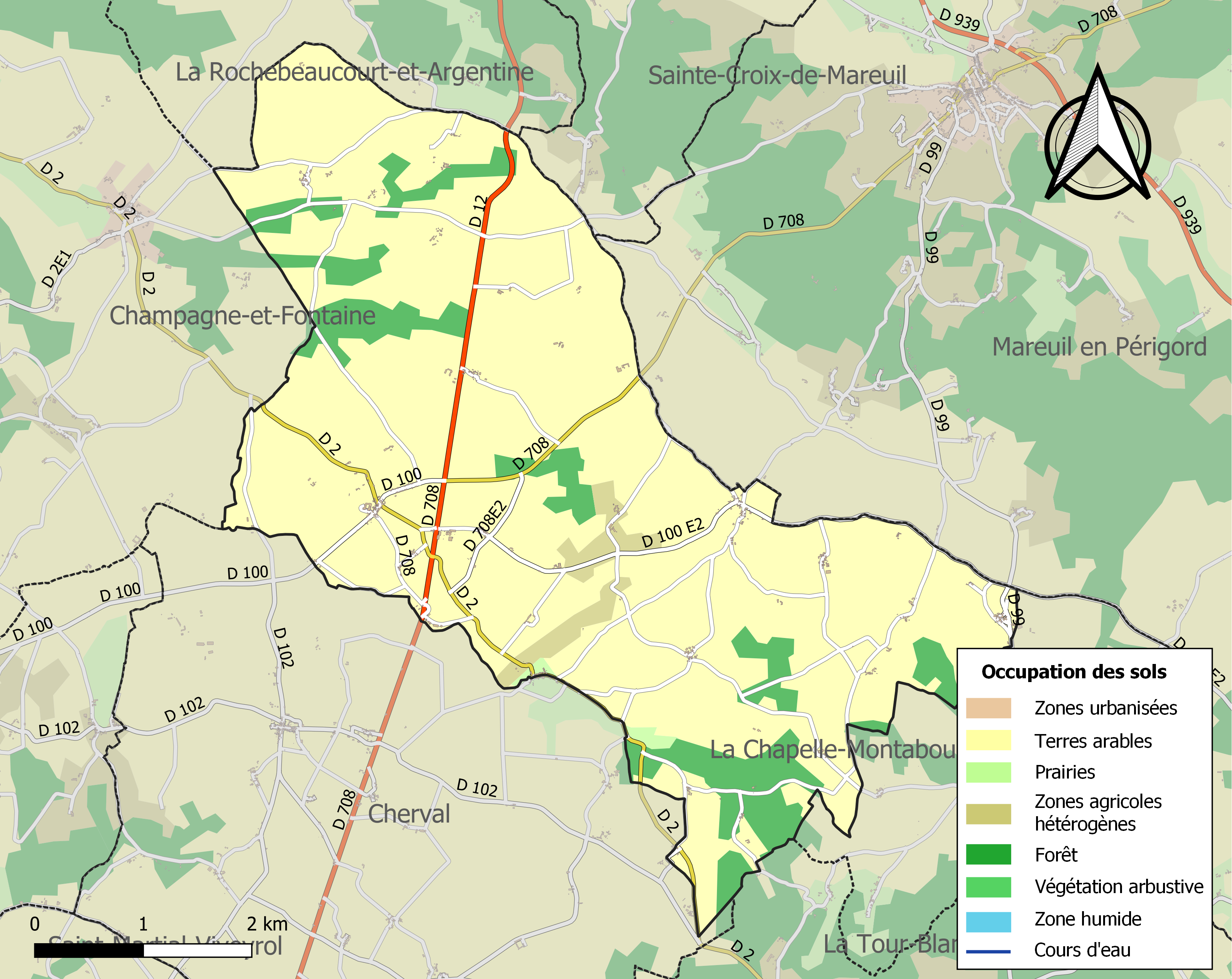
Carte des infrastructures et de l'occupation des sols de la commune en 2018 (CLC).

### Prévention des risques
Le territoire de la commune de Gout-Rossignol est vulnérable à différents aléas naturels : météorologiques (tempête, orage, neige, grand froid, canicule ou sécheresse), feux de forêts et séisme (sismicité faible). Un site publié par le BRGM permet d'évaluer simplement et rapidement les risques d'un bien localisé soit par son adresse soit par le numéro de sa parcelle.
Gout-Rossignol est exposée au risque de feu de forêt. L’arrêté préfectoral du 14 mars 2013 fixe les conditions de pratique des incinérations et de brûlage dans un objectif de réduire le risque de départs d’incendie. À ce titre, des périodes sont déterminées : interdiction totale du 15 février au 15 mai et du 15 juin au 15 octobre, utilisation réglementée du 16 mai au 14 juin et du 16 octobre au 14 février. En septembre 2020, un plan inter-départemental de protection des forêts contre les incendies (PidPFCI) a été adopté pour la période 2019-2029,.
La commune a été reconnue en état de catastrophe naturelle au titre des dommages causés par les inondations et coulées de boue survenues en 1982, 1983 et 1999, par la sécheresse en 2003 et par des mouvements de terrain en 1999.

## Toponymie

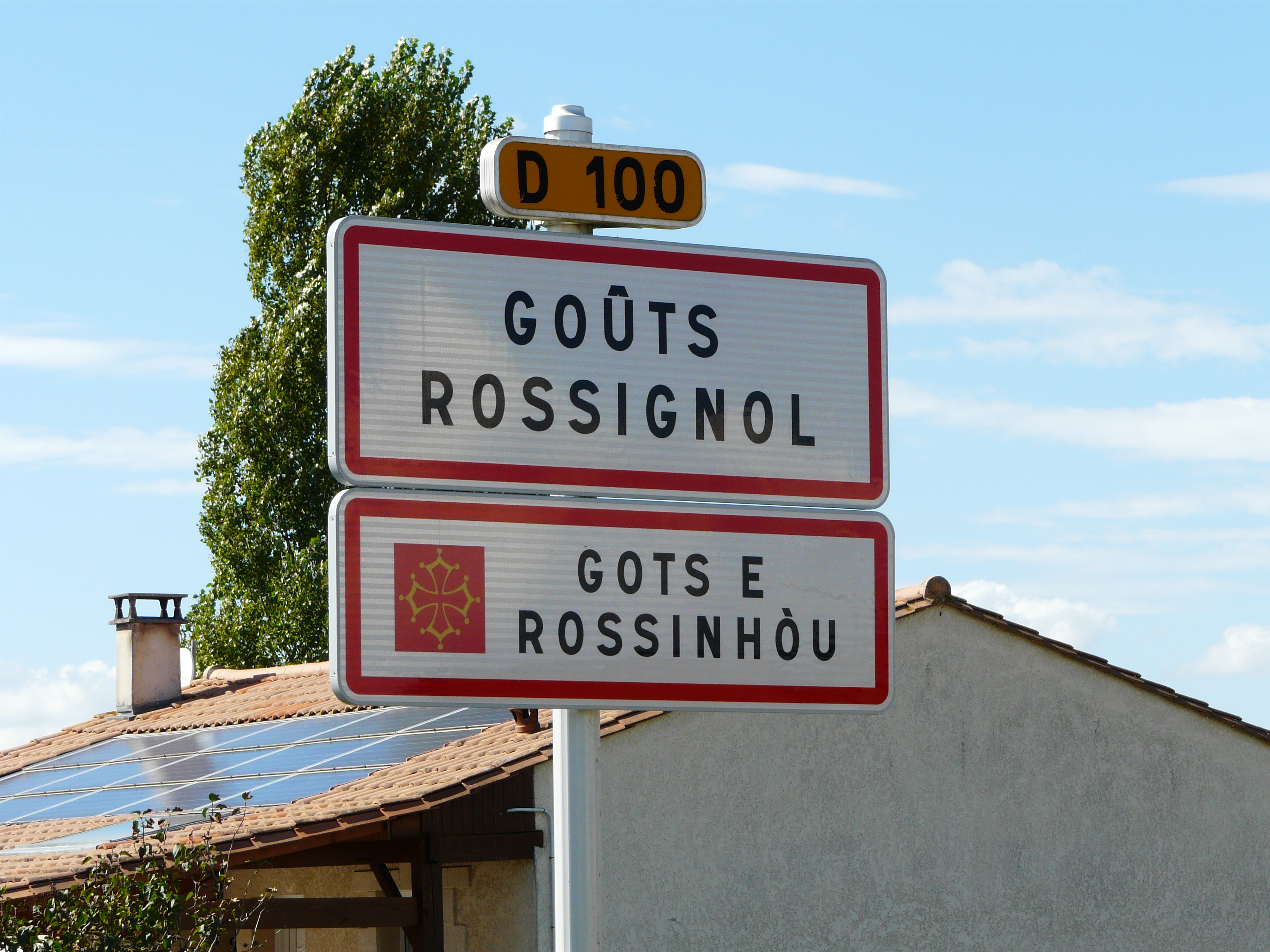
Panneau d'entrée dans le village.

La première mention écrite connue du lieu est citée dans le cartulaire de Saint-Cybard en 937 sous le nom de Guz, chef-lieu de la centaine de Berciacense[réf. nécessaire]. Le "t" n'apparaît qu'en 1365 (Gots),. Sur la carte de Cassini représentant la France entre 1756 et 1789, on trouve la graphie « Gouts ».
Le nom de Rossignol apparaît écrit tel quel dans un pouillé au XIIIe siècle,.
Les communes de Gout et de Rossignol ont fusionné en 1827 sous le nom de Gout-Rossignol, dont c'est l'orthographe officielle. Localement, on trouve la graphie « Goûts Rossignol ».
Le toponyme Gout, signifie « Goths », Goti en latin, qui désigne une colonie du peuple germain.
L'étymologie relie Rossignol à ros qui signifie « rouge » et à la racine gauloise ialon qui signifie « clairière », soit « la clairière rouge » comme le confirme la couleur de la terre. Par déformation le lieu a pris le nom d'un charmant oiseau.
En occitan, la commune porte le nom de Gots e Rossinhòu,.

## Histoire
À Gout, au sommet de la colline, la présence certaine[réf. nécessaire] d'un cromlech, aux temps préhistoriques, devenu emporium par la suite, a donné place à l'église et à la halle détruite à la fin du XIXe siècle où se tenaient les foires importantes jusqu'à la Première Guerre mondiale.
Gout est proche de la bifurcation des voies romaines de Périgueux à Saintes et de Périgueux à La Rochelle, routes de pèlerinage pour la première et du fer et du sel pour la seconde[réf. nécessaire]. Des vestiges importants étaient encore visibles avant les bouleversements dus au remembrement et à la modernisation des routes.
Près de La Croix, à la Fontaine de la Ville, se trouvaient une villa romaine et une forge comme l'attestent les restes de construction, les poteries et les nombreux débris métallurgiques conservés par le sol. 
Une importante forge existait également dans le village de l'Étang des Faures situé, lui aussi, sur la voie de Périgueux à Saintes.
Gout a été, jusqu'à la Révolution, le siège d'un archiprêtré qui comprenait vingt-et-une paroisses.
Les plus anciennes maisons du bourg datent de la fin du XVe siècle, car en 1447, les Anglais du Comte Dorset Hutington rasèrent le village et l'église fut fortement endommagée.
Aux XVIIIe et XIXe siècles furent construits un certain nombre de châteaux et de demeures bourgeoises.

### Les Templiers et les Hospitaliers
À huit-cents mètres du bourg, à Soulet, se trouvait, dès le XIIIe siècle, une commanderie des Templiers, puis des Hospitaliers de l'ordre de Saint-Jean de Jérusalem, dont il n'existe plus de vestiges importants.

## Politique et administration

### Rattachements administratifs
Dès 1790, la commune de Gouts a été rattachée au canton de Champaigne qui dépendait du district de Ribérac jusqu'en 1795, date de suppression des districts. Lorsque ce canton est supprimé par la loi du 8 pluviôse an IX (28 janvier 1801)  portant sur la « réduction du nombre de justices de paix », la commune est rattachée au canton de Verteillac dépendant de l'arrondissement de Ribérac. Ce dernier étant supprimé en 1926, ses communes sont alors rattachées à l'arrondissement de Périgueux.

### Intercommunalité
Fin 1996, Gout-Rossignol intègre dès sa création la communauté de communes du Verteillacois. Celle-ci est dissoute au 31 décembre 2013 et remplacée au 1er janvier 2014 par un intercommunalité élargie : la communauté de communes du Pays Ribéracois, renommée en 2019 communauté de communes du Périgord Ribéracois.

### Administration municipale
La population de la commune étant comprise entre 100 et 499 habitants au recensement de 2017, onze conseillers municipaux ont été élus en 2020,.

### Liste des maires

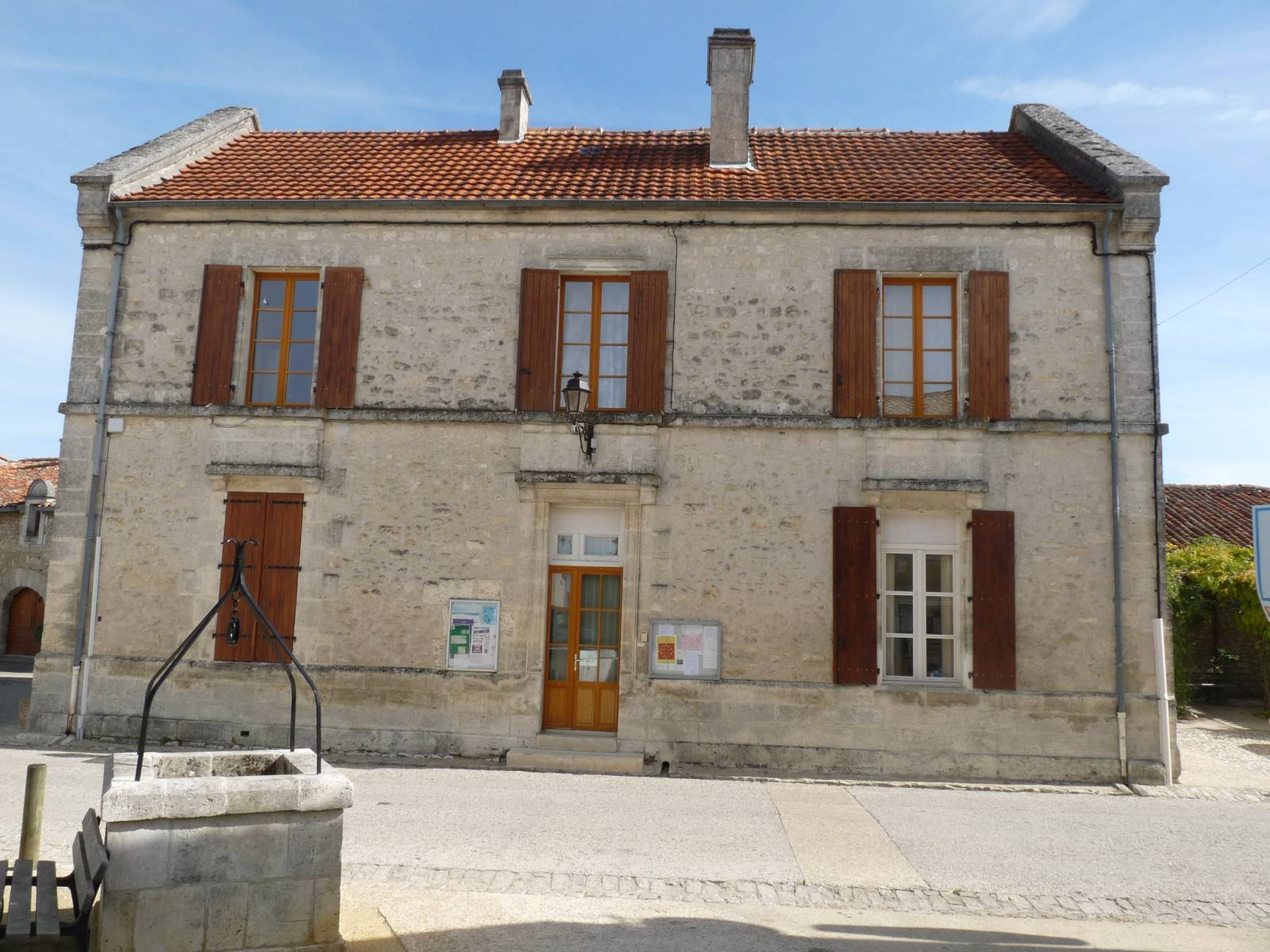
La mairie, à Gout, en 2010.
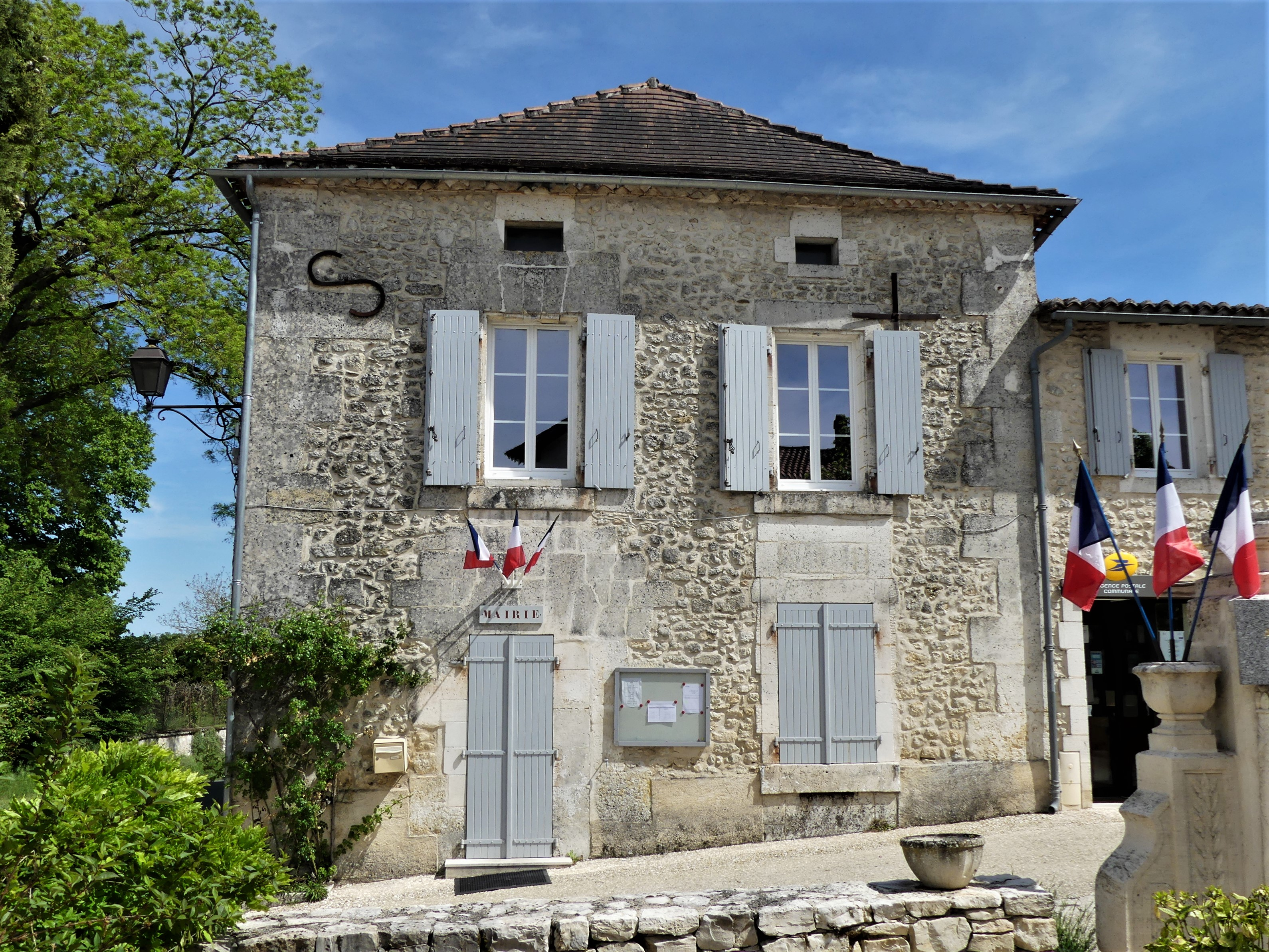
Bâtiment provisoire de la mairie en 2021, dans l'attente d'une réhabilitation du bâtiment principal.

| Période                                  | Période   | Identité       | Étiquette | Qualité                                                |
| ---------------------------------------- | --------- | -------------- | --------- | ------------------------------------------------------ |
| Les données manquantes sont à compléter. |           |                |           |                                                        |
|                                          |           |                |           |                                                        |
| 1995                                     | mars 2008 | Jean Faye      | PS        | Conseiller général du canton de Verteillac (1998-2004) |
| mars 2008 (réélue en mai 2020)           | En cours  | Corinne Ducoup | SE        | Infirmière                                             |

### Jumelages

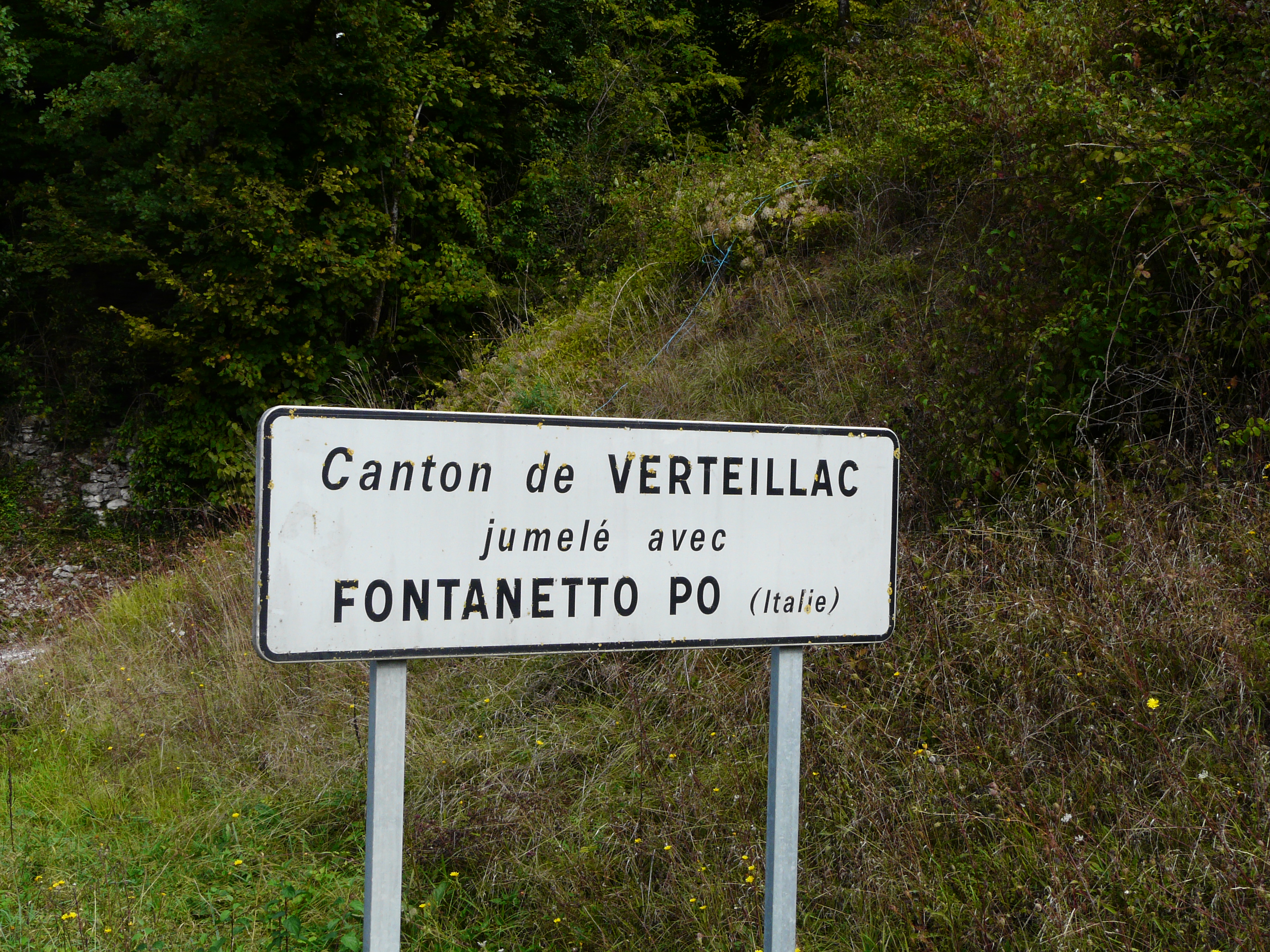
Panneau de jumelage du canton avec Fontanetto Po.

L'ensemble des communes de l'ancien canton de Verteillac, dont faisait partie Gout-Rossignol, est jumelé avec la commune italienne de Fontanetto Po depuis 1988.

## Équipements et services publics

### Justice
Dans le domaine judiciaire, Gout-Rossignol relève : 
- du tribunal judiciaire, du tribunal pour enfants, du conseil de prud'hommes et du tribunal de commerce de Périgueux ;
- du pôle Nationalité du tribunal judiciaire de Périgueux (compétent uniquement dans le domaine de la nationalité) ;
- de la cour d'appel, du tribunal administratif et de la  cour administrative d'appel de Bordeaux.

## Population et société

### Démographie

#### Démographie de Rossignol
Jusqu'en 1827, les communes de Gout et de Rossignol étaient indépendantes.
| 1793 | 1800 | 1806 | 1821 |
| ---- | ---- | ---- | ---- |
| 268  | 262  | 203  | 252  |

#### Démographie de Gout, puis de Gout-Rossignol
L'évolution du nombre d'habitants est connue à travers les recensements de la population effectués dans la commune depuis 1793. Pour les communes de moins de 10 000 habitants, une enquête de recensement portant sur toute la population est réalisée tous les cinq ans, les populations de référence des années intermédiaires étant quant à elles estimées par interpolation ou extrapolation. Pour la commune, le premier recensement exhaustif entrant dans le cadre du nouveau dispositif a été réalisé en 2007.

En 2022, la commune comptait 362 habitants, en évolution de −4,99 % par rapport à 2016 (Dordogne : +0,37 %, France hors Mayotte : +2,11 %).
| 1793 | 1800 | 1806 | 1821 | 1831  | 1836 | 1841 | 1846 | 1851 |
| ---- | ---- | ---- | ---- | ----- | ---- | ---- | ---- | ---- |
| 598  | 685  | 685  | 720  | 1 001 | 954  | 979  | 985  | 948  |

| 1856 | 1861 | 1866 | 1872 | 1876 | 1881 | 1886 | 1891 | 1896 |
| ---- | ---- | ---- | ---- | ---- | ---- | ---- | ---- | ---- |
| 920  | 937  | 869  | 872  | 881  | 810  | 818  | 774  | 741  |

| 1901 | 1906 | 1911 | 1921 | 1926 | 1931 | 1936 | 1946 | 1954 |
| ---- | ---- | ---- | ---- | ---- | ---- | ---- | ---- | ---- |
| 709  | 746  | 719  | 657  | 626  | 631  | 590  | 538  | 527  |

| 1962 | 1968 | 1975 | 1982 | 1990 | 1999 | 2006 | 2007 | 2012 |
| ---- | ---- | ---- | ---- | ---- | ---- | ---- | ---- | ---- |
| 460  | 481  | 442  | 444  | 463  | 429  | 417  | 415  | 393  |

| 2017 | 2022 | - | - | - | - | - | - | - |
| ---- | ---- | - | - | - | - | - | - | - |
| 379  | 362  | - | - | - | - | - | - | - |

### Équipements, services et vie locale

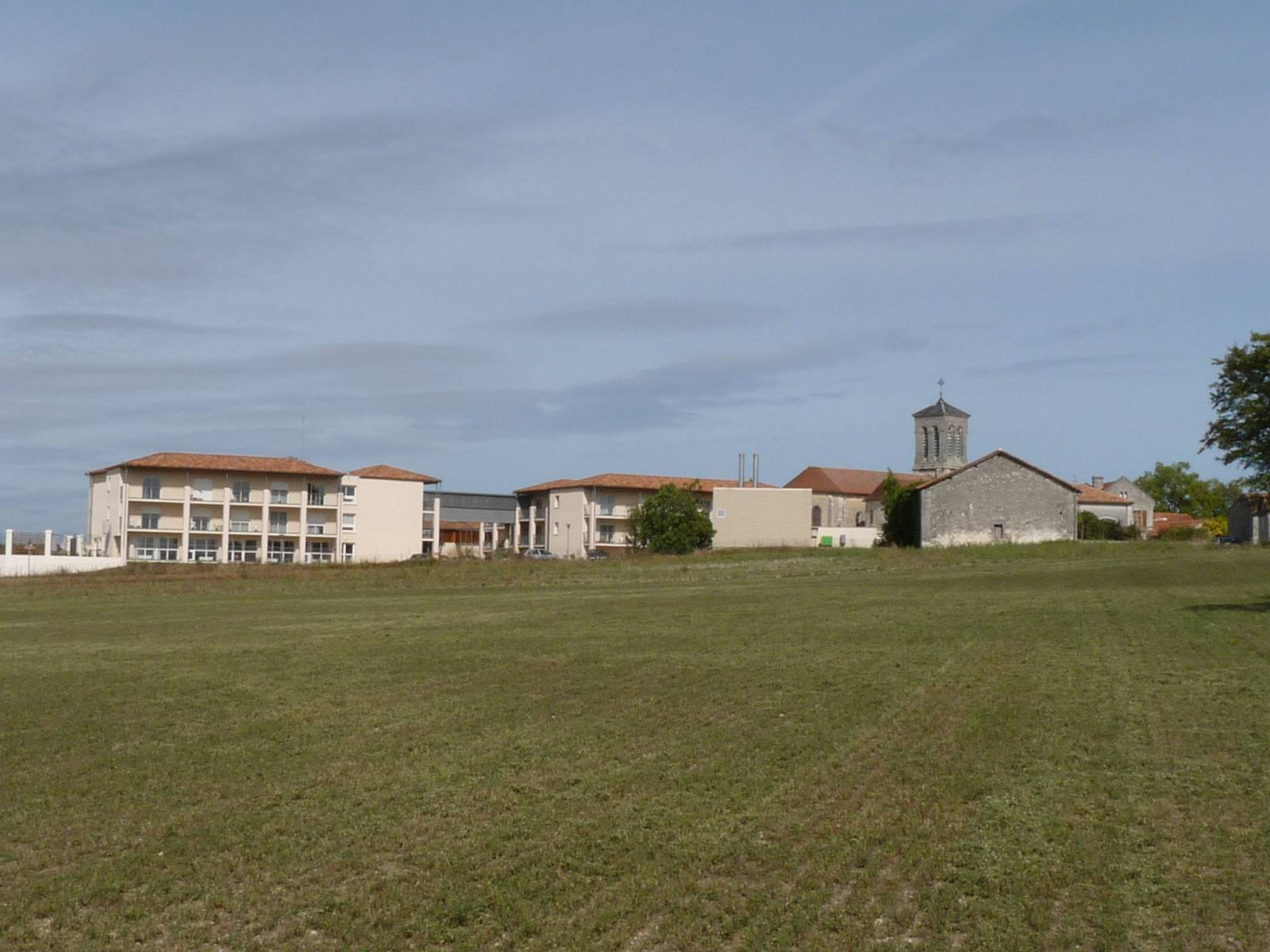
La maison de retraite, au bourg.

L'importante maison de retraite qui se trouve à Gout a été fondée en 1871 par la famille Aubin de Jaurias.
La première mise de fonds pour la construction de cet établissement a été, selon sa volonté, la dot de Sœur Hélène de Jaurias, l'héroïne du Pe-Tang (Chine), que lui avait constitué son frère Antoine Aubin de Jaurias.

## Économie

### Emploi
En 2015, parmi la population communale comprise entre 15 et 64 ans, les actifs représentent 115 personnes, soit 29,9 % de la population municipale. Le nombre de chômeurs (huit) a diminué par rapport à 2010 (quinze) et le taux de chômage de cette population active s'établit à 7,0 %.

### Établissements
Au 31 décembre 2015, la commune compte 41 établissements, dont dix-huit au niveau des commerces, transports ou services, onze dans l'agriculture, la sylviculture ou la pêche, sept relatifs au secteur administratif, à l'enseignement, à la santé ou à l'action sociale, trois dans la construction, et deux dans l'industrie.

## Culture locale et patrimoine

### Lieux et monuments

#### Patrimoine civil
- Château de Jaurias, XVIIIe et XIXe siècles[67].
- Château de la Vassaldie, XVIIIe et XIXe siècles, inscrit partiellement en 1992 au titre des monuments historiques pour les façades et toitures du château et des dépendances, pour le portail sur cour et les citernes qui l'encadrent, pour l'allée de charmes et pour l'ensemble des murs de clôture[68],[69].
- Manoir de Bouillaguet, repaire noble édifié en 1717[70].
- Manoir de Mitonias, XVIIIe siècle[71].
- Moulin de Soulet, constitué de deux moulins, l'un pour l'huile de noix (plus communément appelé Moulin du Potager) et le second consacré à la farine de blé (connu aussi sous le nom de Moulin du Pigeonnier). C'est sur ce lieu que fut édifiée au Moyen Âge une commanderie de l'ordre de Saint-Jean de Jérusalem, depuis disparue[72].
- Château de Soulet.
- Étang des Faures.

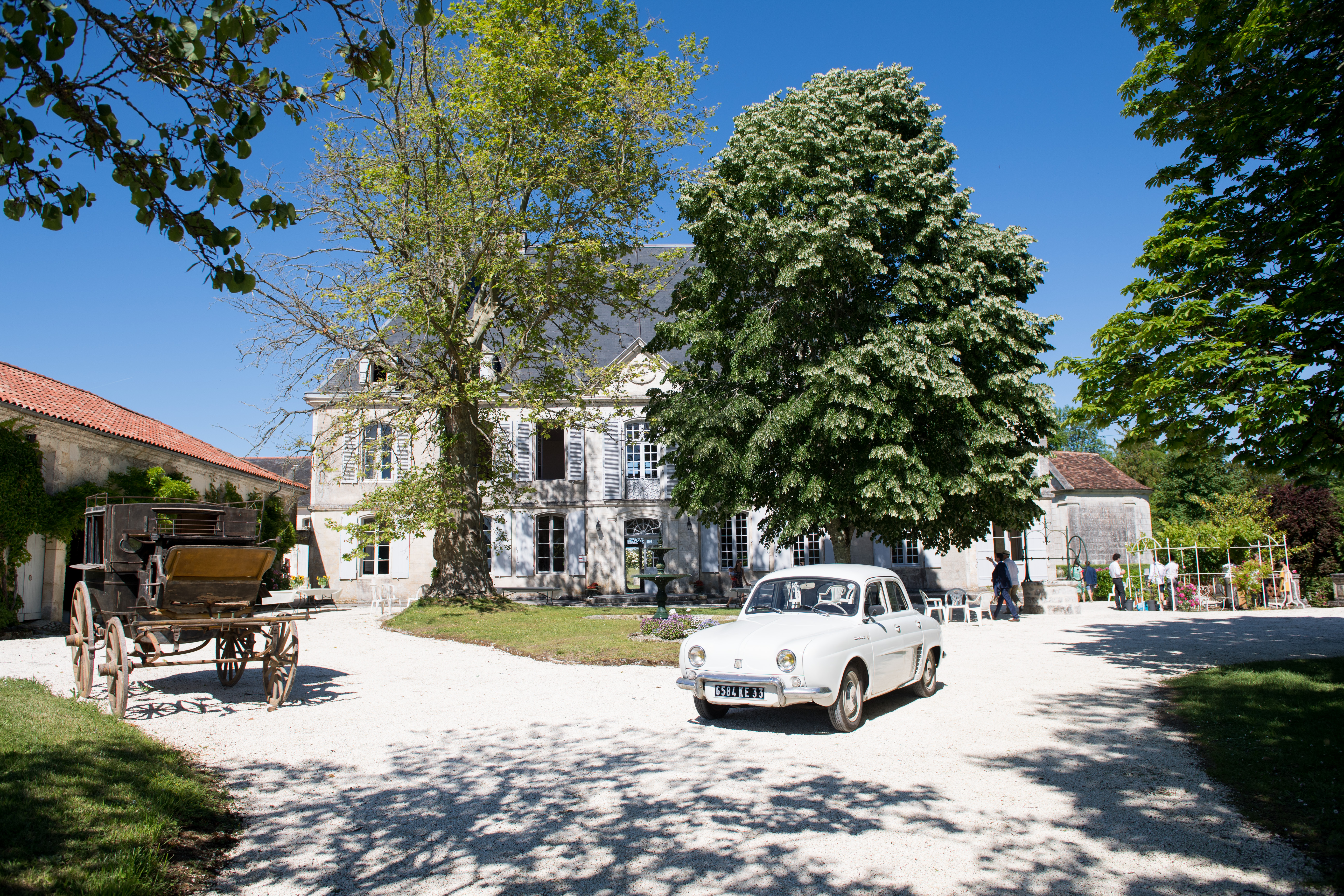
Le château de Jaurias.
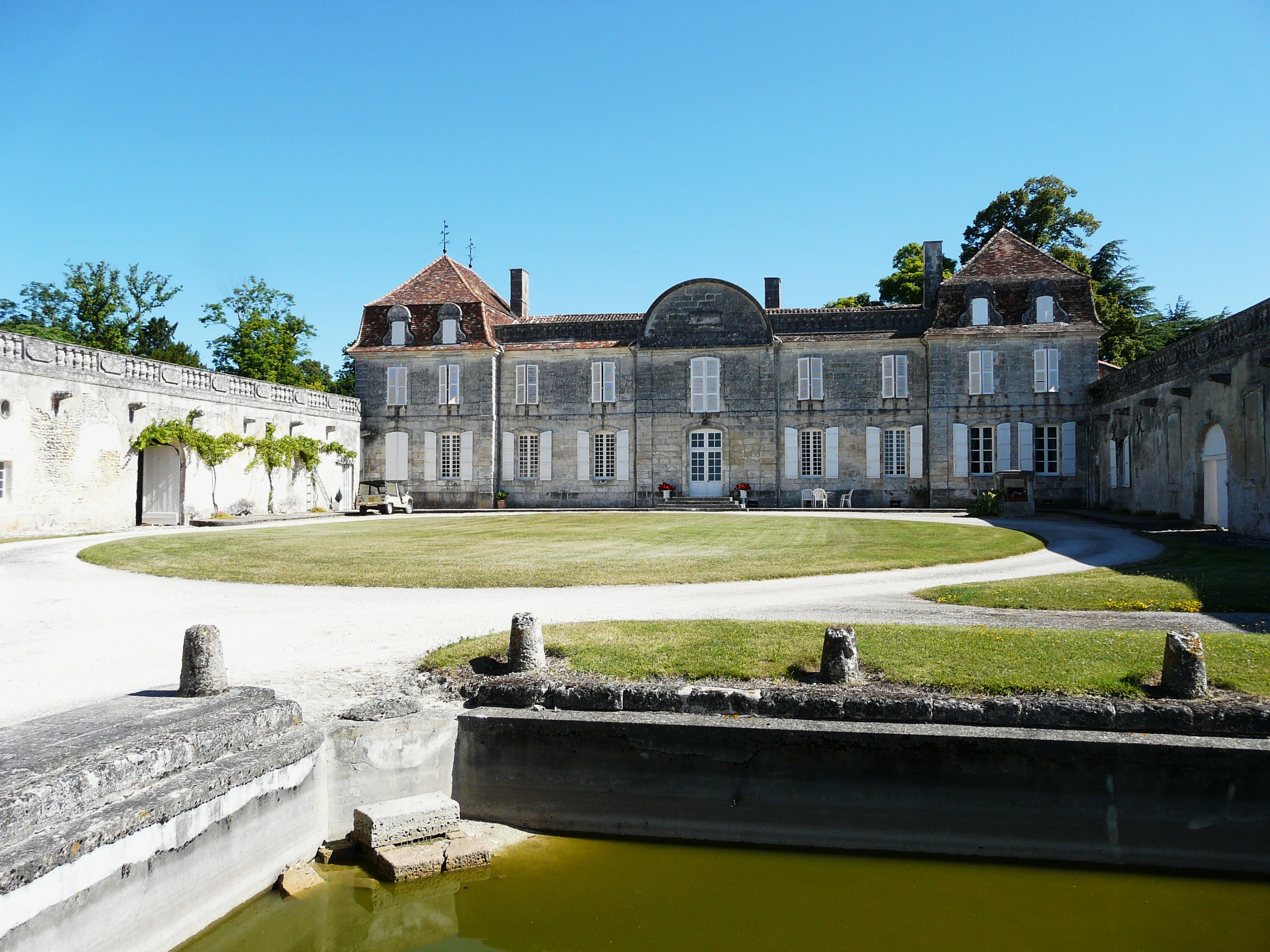
Le château de la Vassaldie.
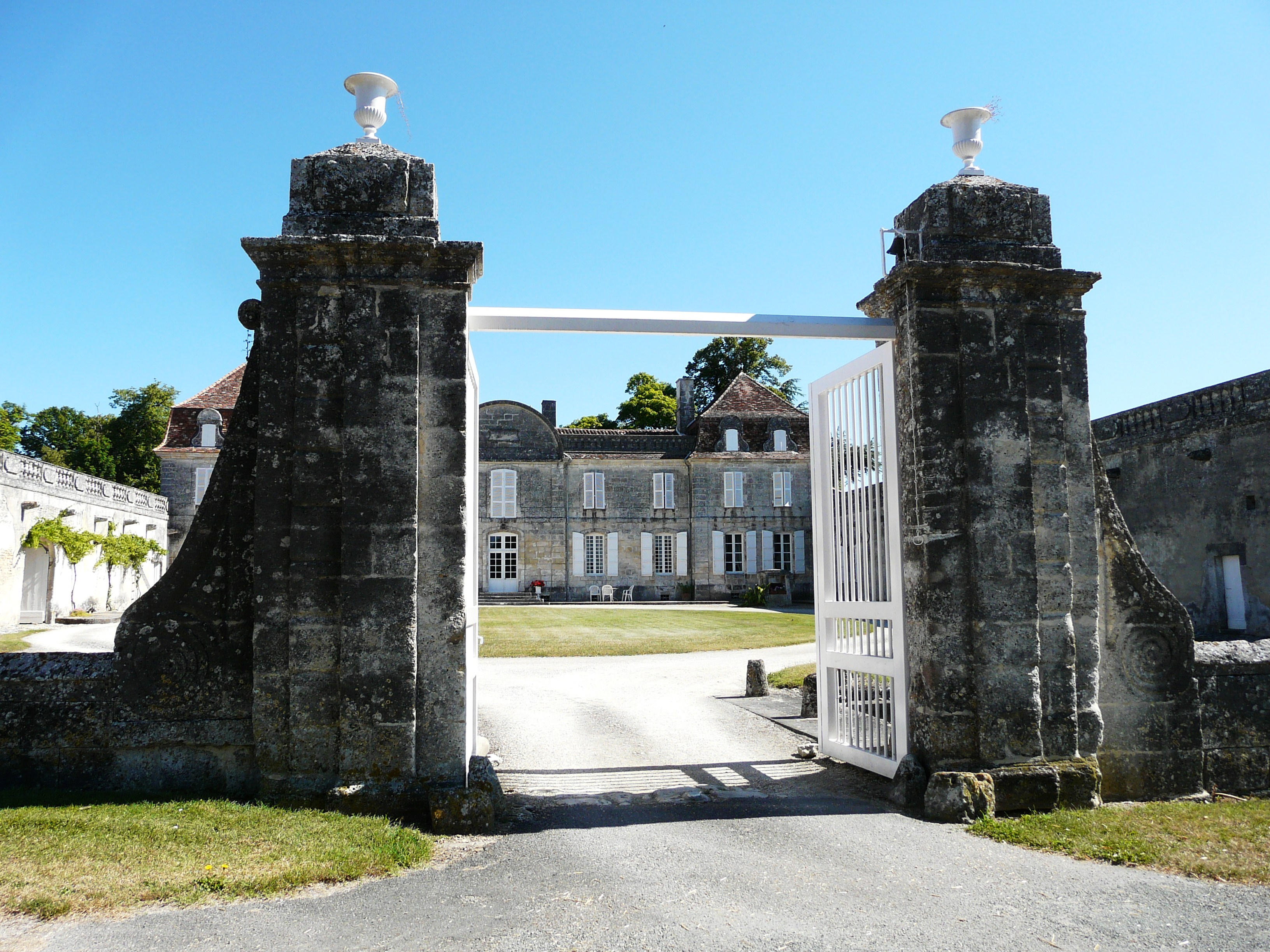
Son portail sur cour.
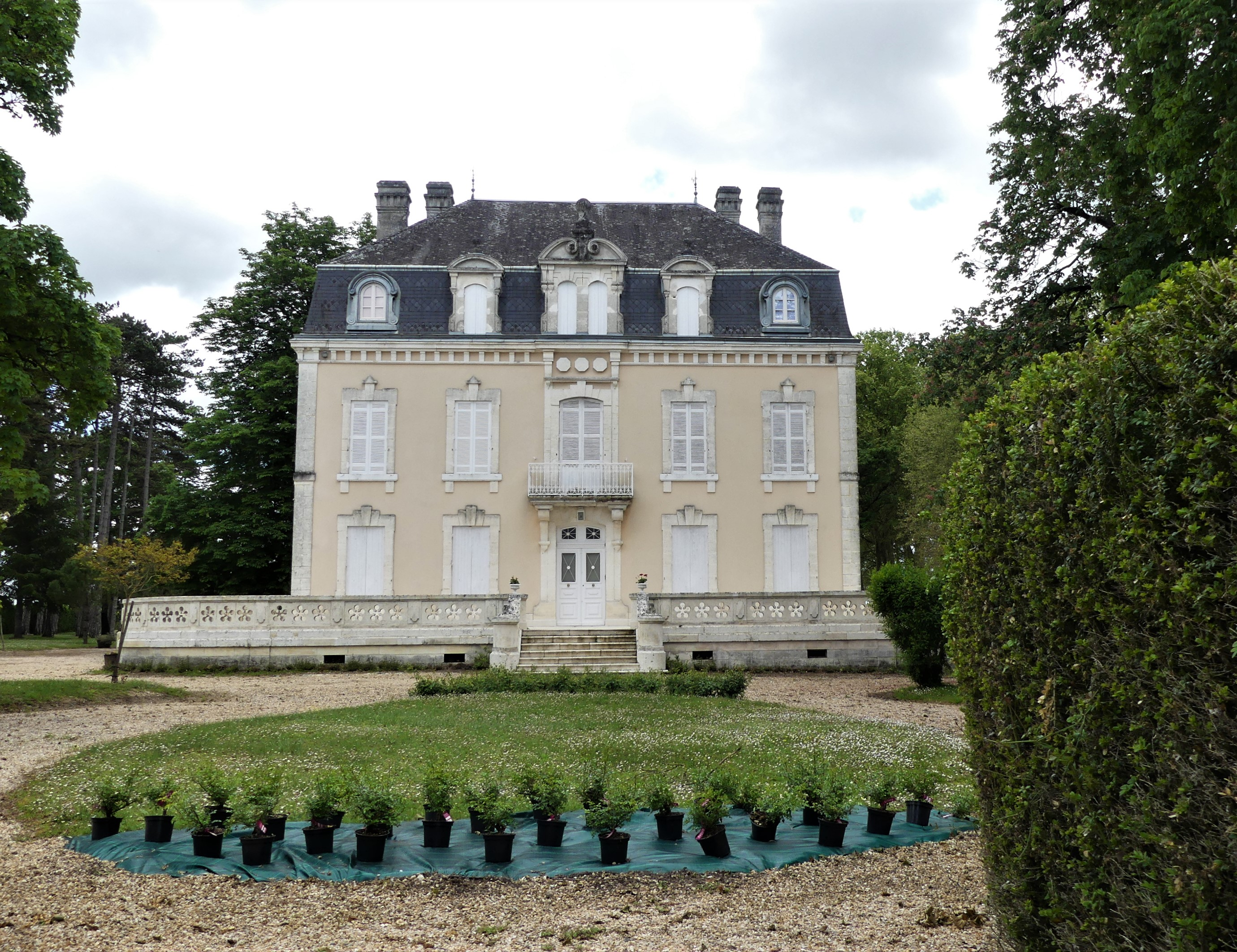
Le château de Soulet.
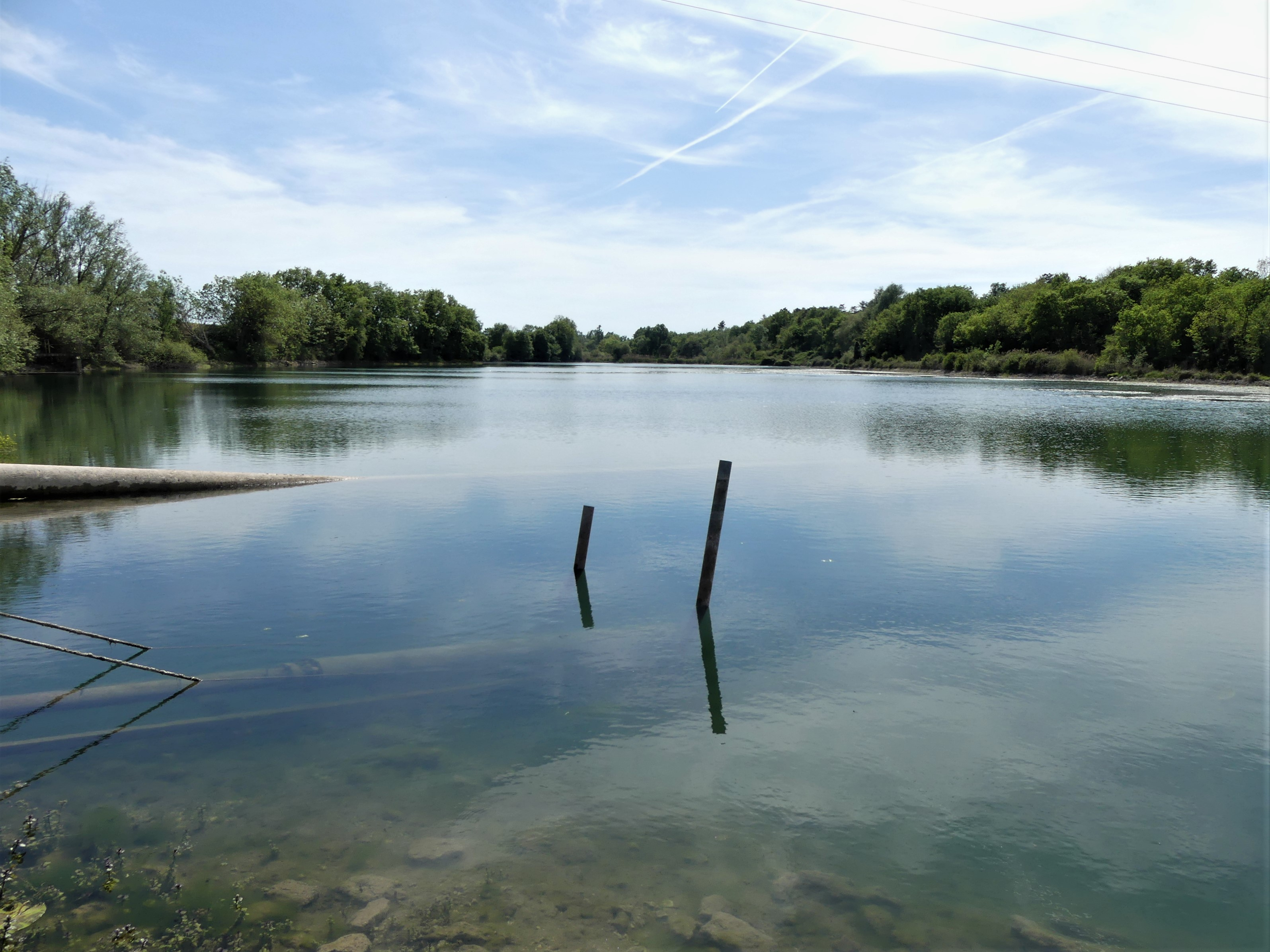
L'étang des Faures.

#### Patrimoine religieux
La commune possède deux églises, celle de Gout dédiée à saint Étienne, reconstruite à la fin du XIXe siècle de style roman angevin et celle de Rossignol, dédiée à saint Pierre-ès-Liens, datant du XIIe siècle.
- Église paroissiale Saint-Étienne de Gout, de style néogothique, reconstruite au XIXe siècle sur l'emplacement de l'église primitive du XIIe siècle, ruinée pendant la guerre de Cent Ans[73].
- L'église paroissiale Saint-Pierre-ès-Liens de Rossignol, édifiée du XIIe au XVIIIe siècle, et restaurée en 1898 par l'architecte Biras, est inscrite au titre des monuments historiques depuis 2011 ainsi que la croix située au chevet[74],[75].

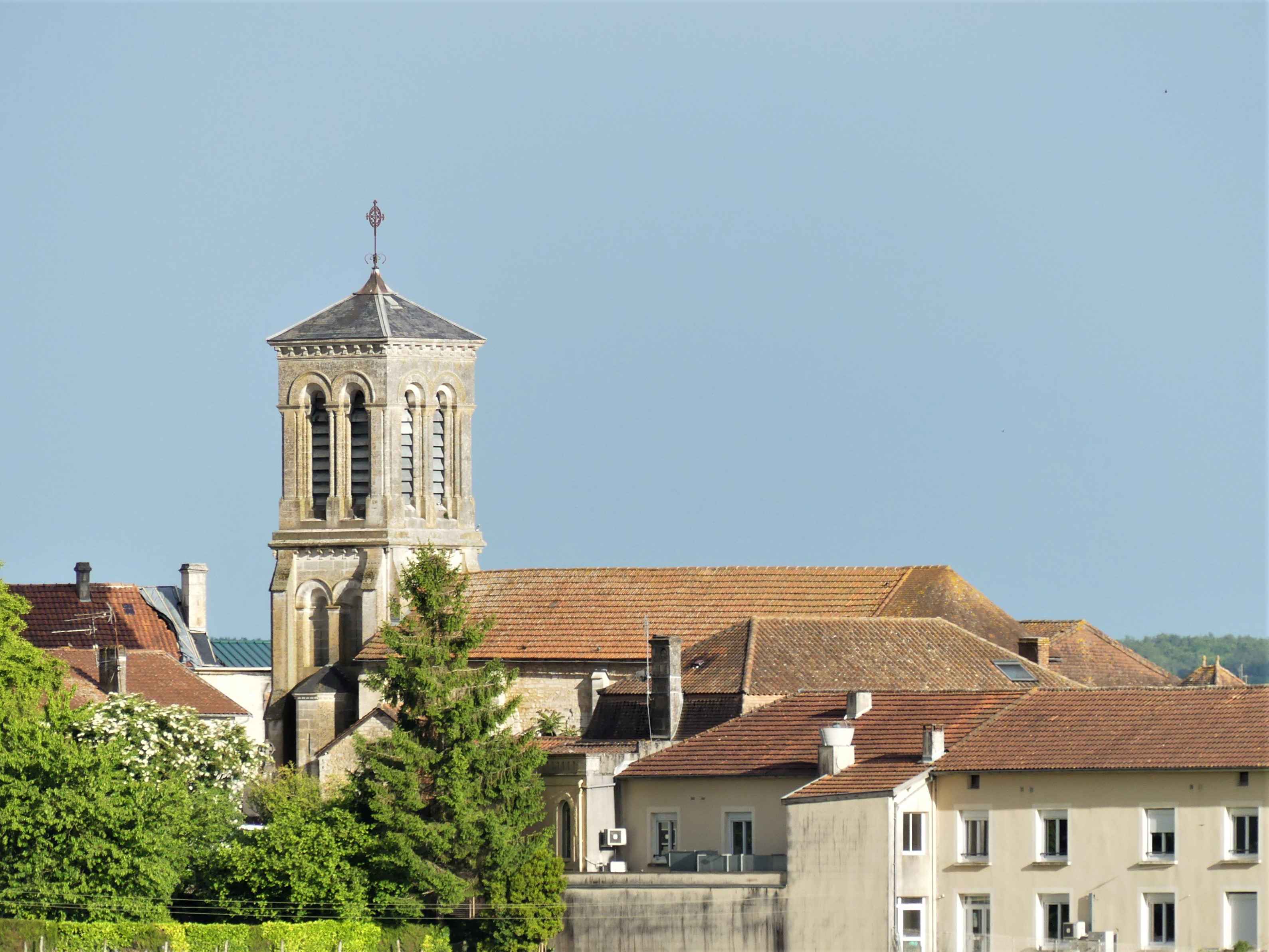
L'église de Gout.
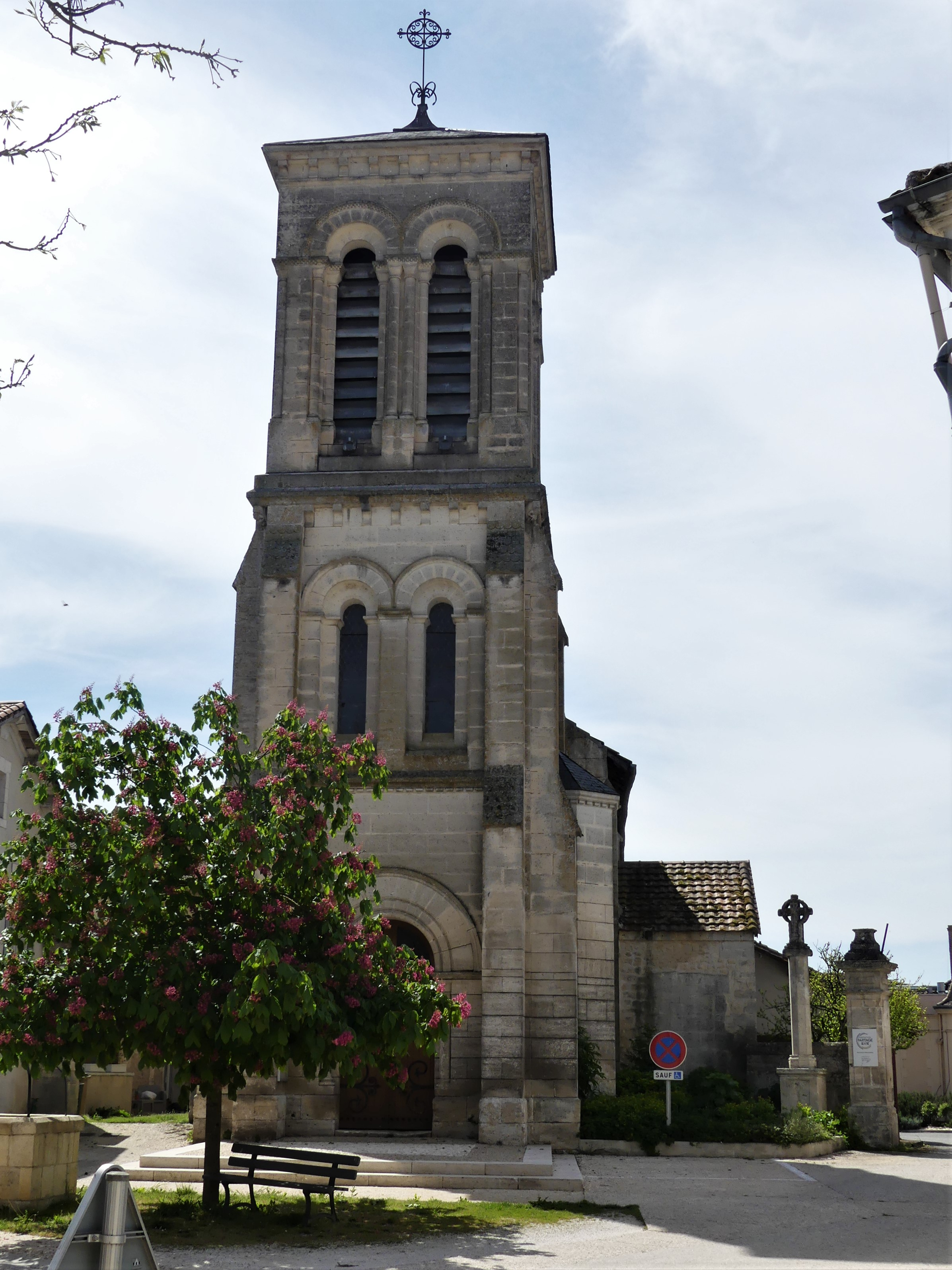
L'église de Gout.
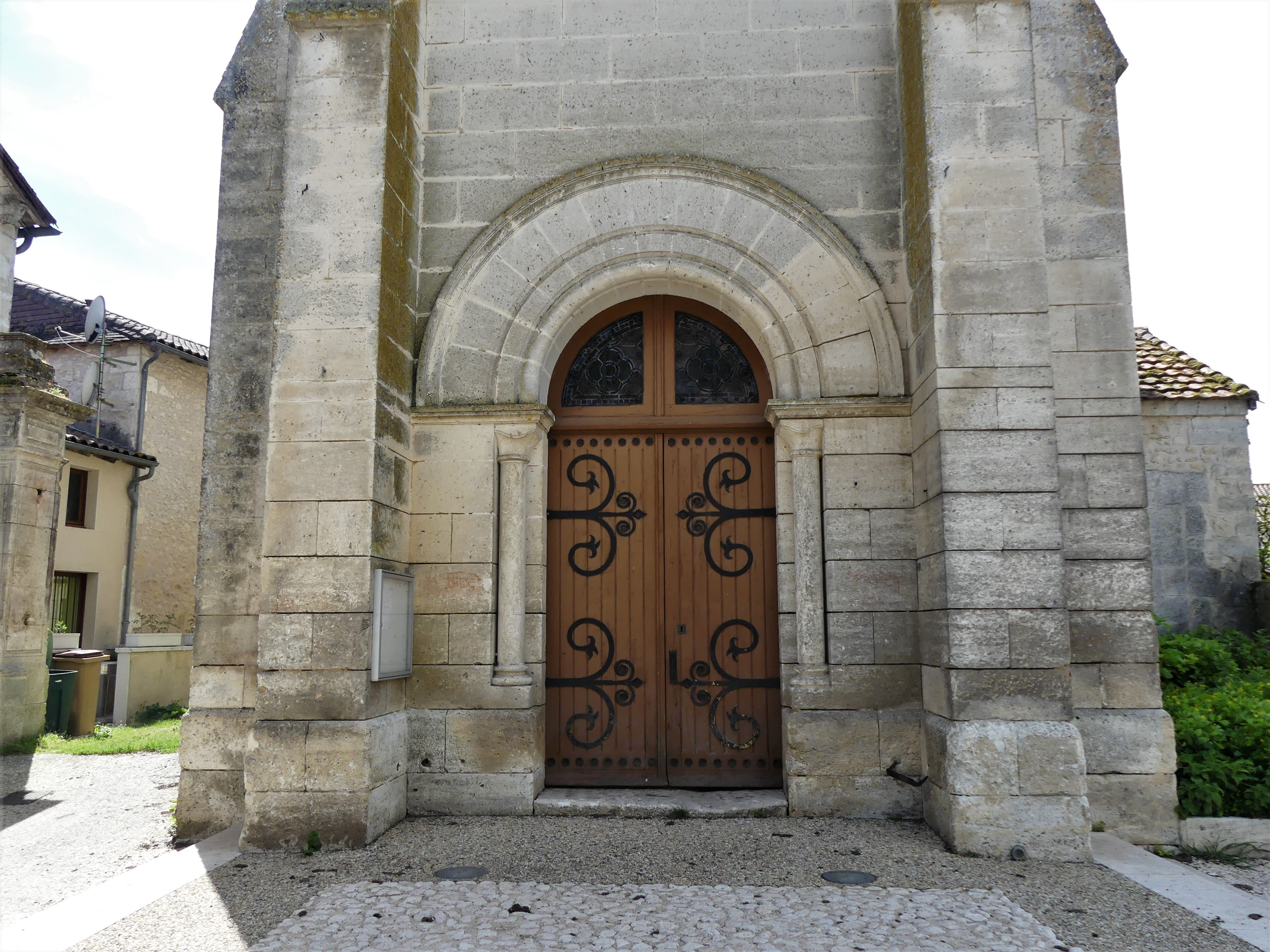
Son portail.
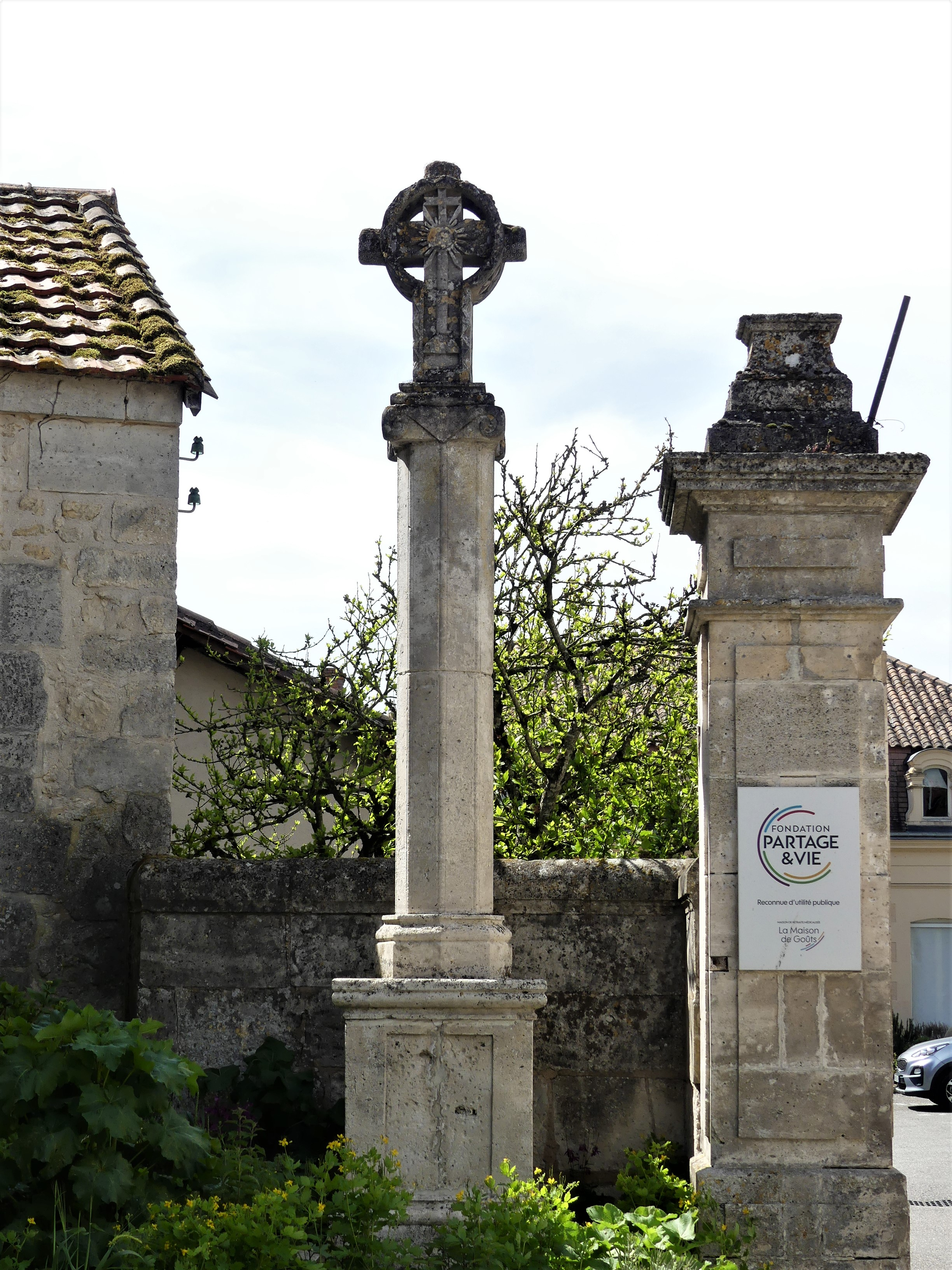
Croix à côté de l'église de Gout.
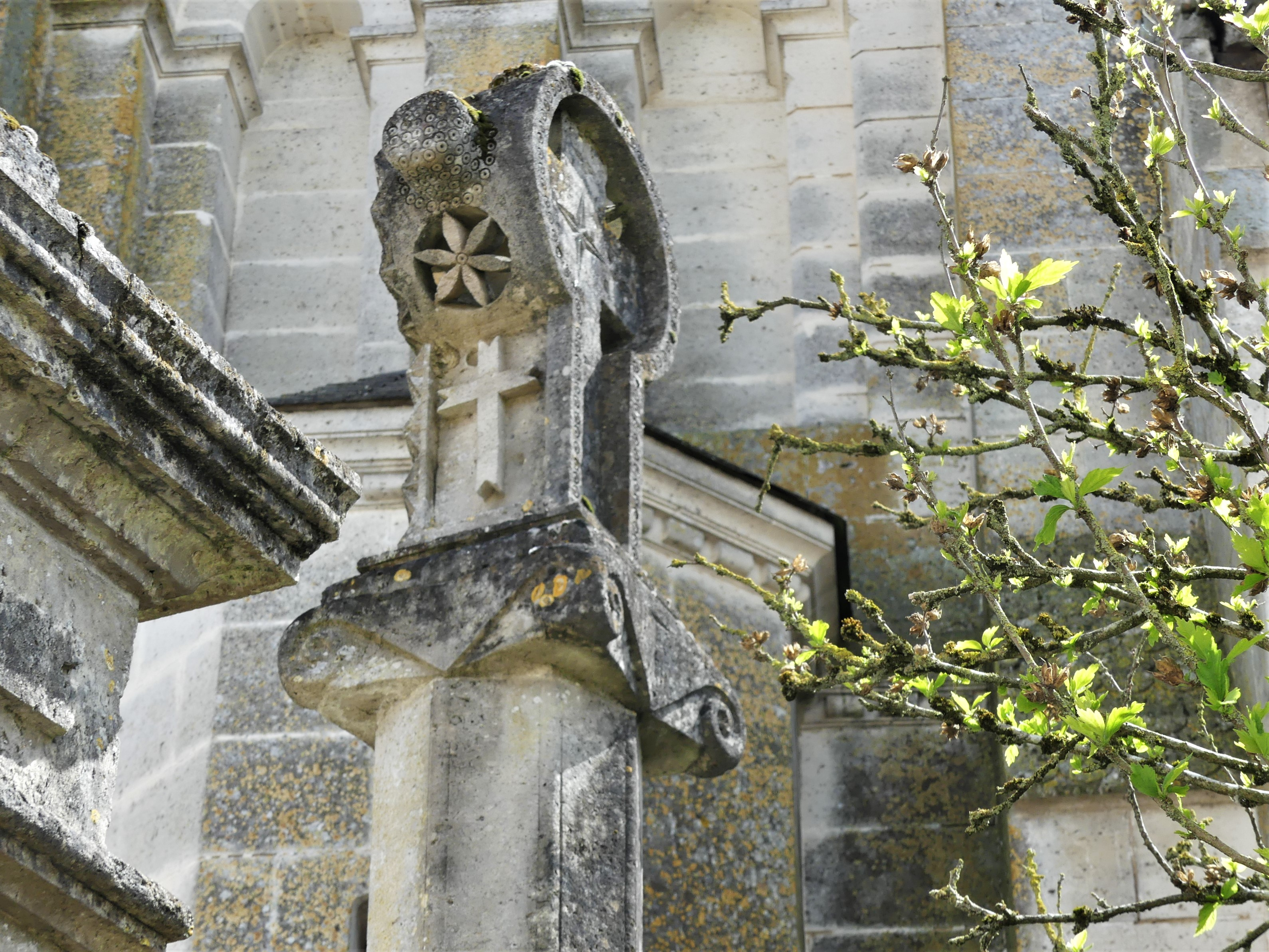
Détail de cette croix.
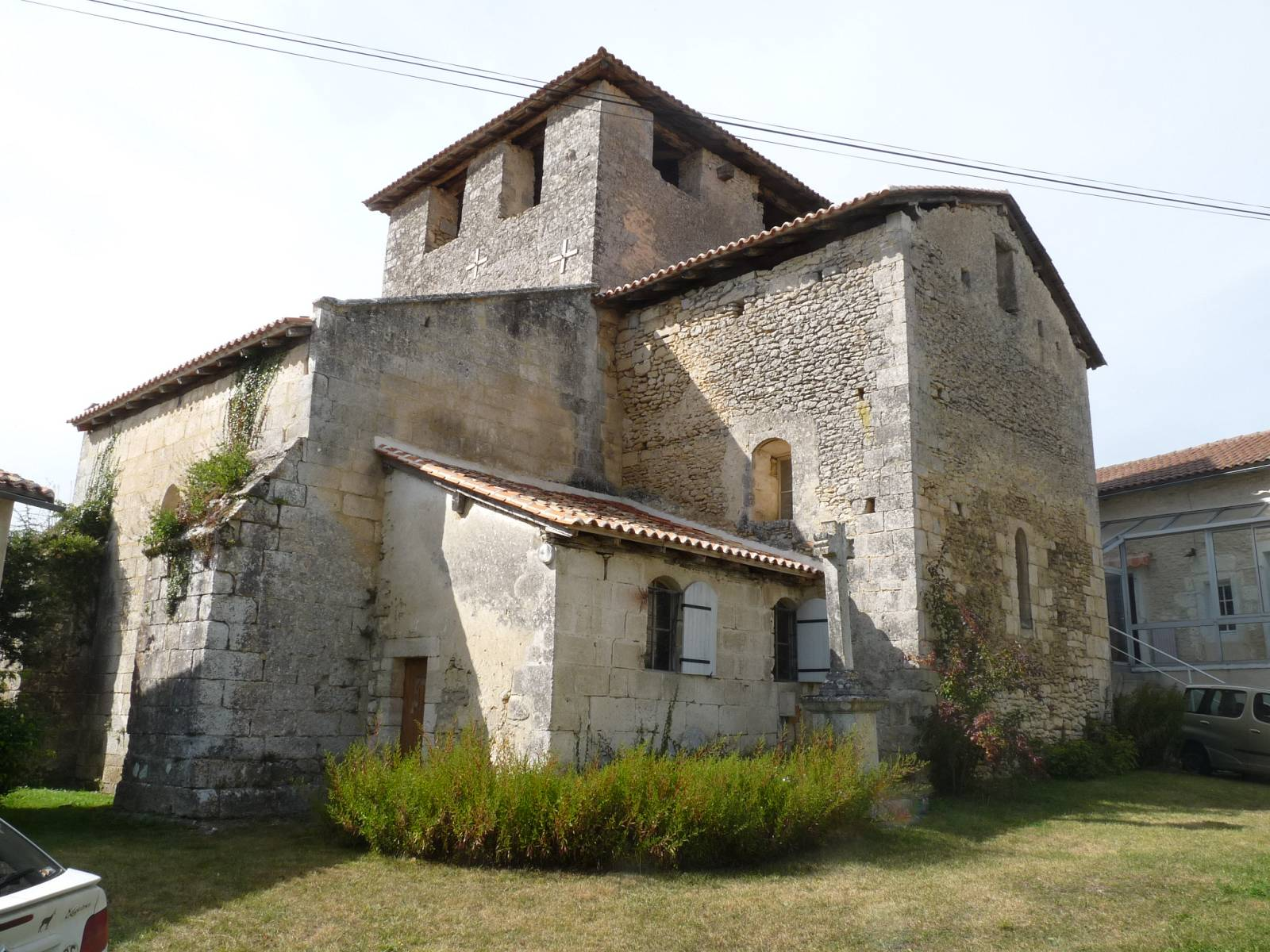
L'église de Rossignol.

### Personnalités liées à la commune
- Sœur Hélène de Jaurias (1824-1900), des filles de la charité, Héroïne du Pé-Tang.

## Pour approfondir